# Bazus-Aure
Bazus-Aure ist eine französische Gemeinde mit 144 Einwohnern (Stand 1. Januar 2022) im Département Hautes-Pyrénées in der Region Okzitanien (vor 2016: Midi-Pyrénées). Sie gehört zum Arrondissement Bagnères-de-Bigorre und zum Kanton Neste, Aure et Louron.
Die Einwohner werden Bazusaurois und Bazusauroises genannt.

## Geographie
Bazus-Aure liegt circa 29 Kilometer südöstlich von Bagnères-de-Bigorre in der historischen Provinz Quatre-Vallées, 13 Kilometer (Luftlinie) nördlich des Pyrenäenhauptkammes und der Grenze zu Spanien.
Umgeben wird Bazus-Aure von den fünf Nachbargemeinden:
|        | Grézian                                     |          |
| Guchen | Kompassrose, die auf Nachbargemeinden zeigt | Gouaux   |
|        | Guchan                                      | Grailhen |

Die Fläche der Gemeinde beträgt zwar nur 195 Hektar, davon sind 56 Hektar Waldfläche. Jedoch teilt sie sich mit der Nachbargemeinde Guchen ausgedehnte Sommerweiden in der Nähe des Tunnels von Aragnouet-Bielsa an der Grenze zu Spanien.
Bazus-Aure liegt im Einzugsgebiet des Flusses Garonne.
Die Neste, die bei Bazus-Aure noch Neste d’Aure heißt, ist ein Nebenfluss der Garonne und durchquert das Gebiet der Gemeinde von Süd nach Nord. Der Ruisseau de Salade bewässert ebenfalls die Gemeinde und mündet in die Neste im südlichen Gemeindegebiet.

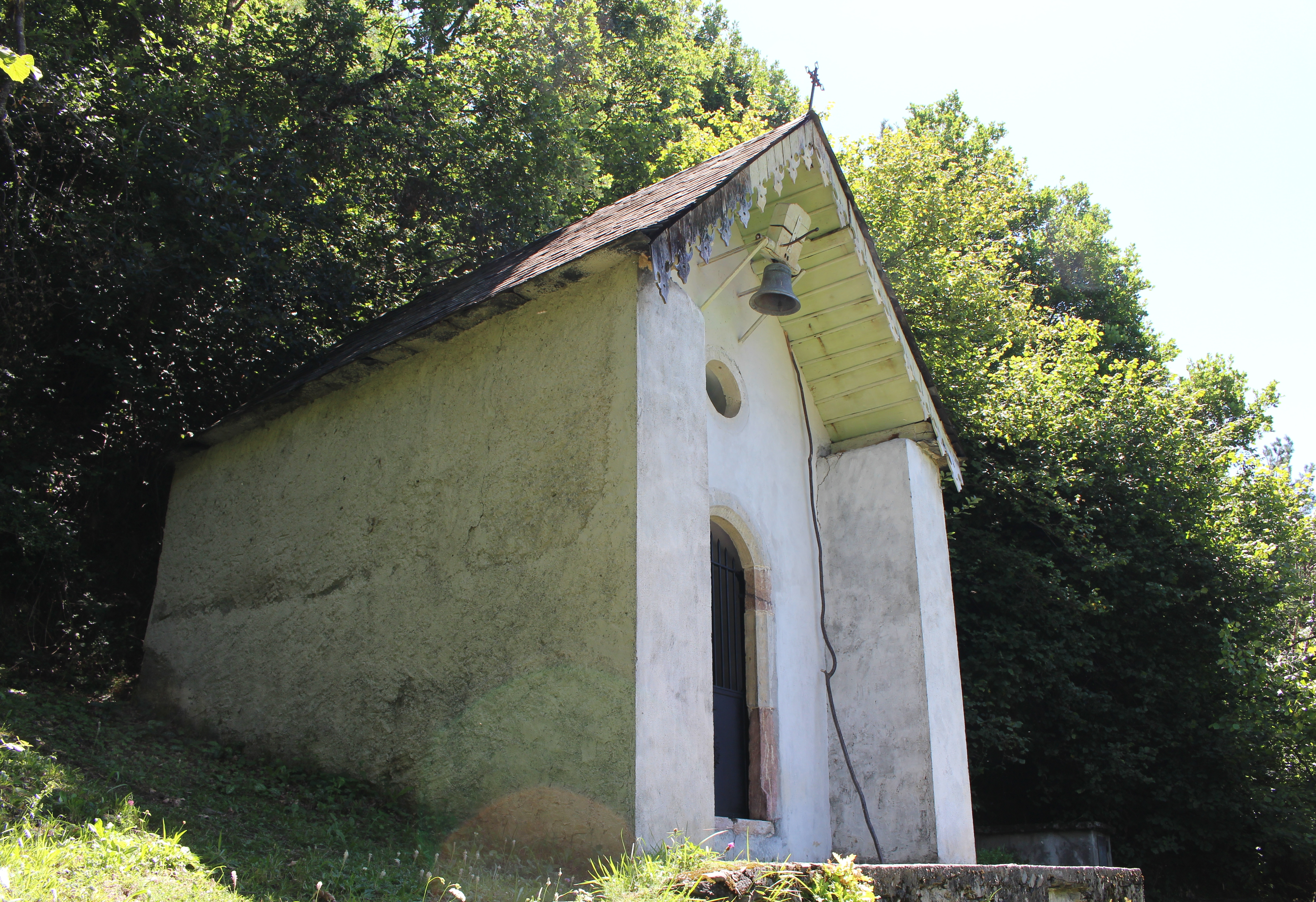
Kapelle Saint-Michel

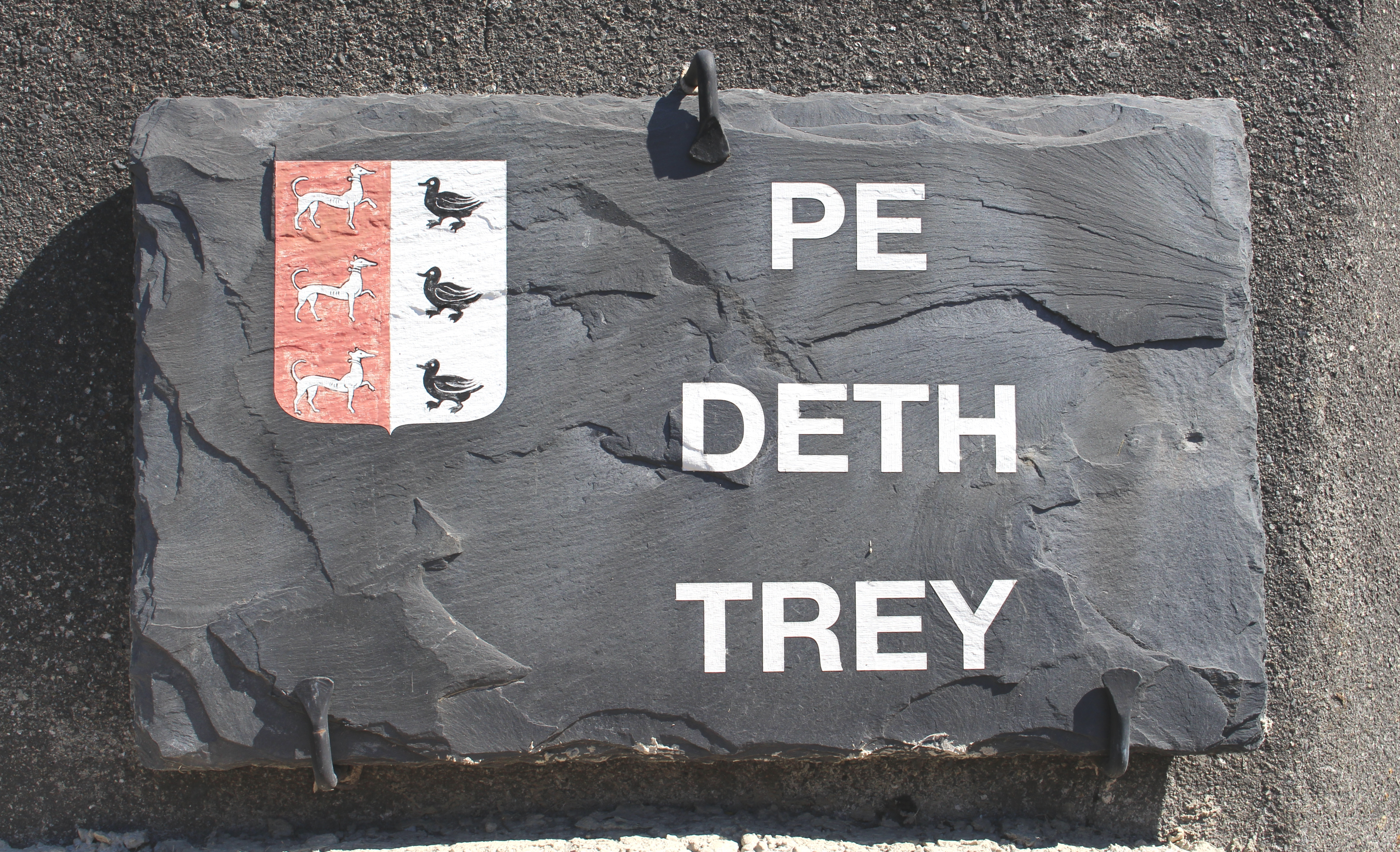
Straßenschild

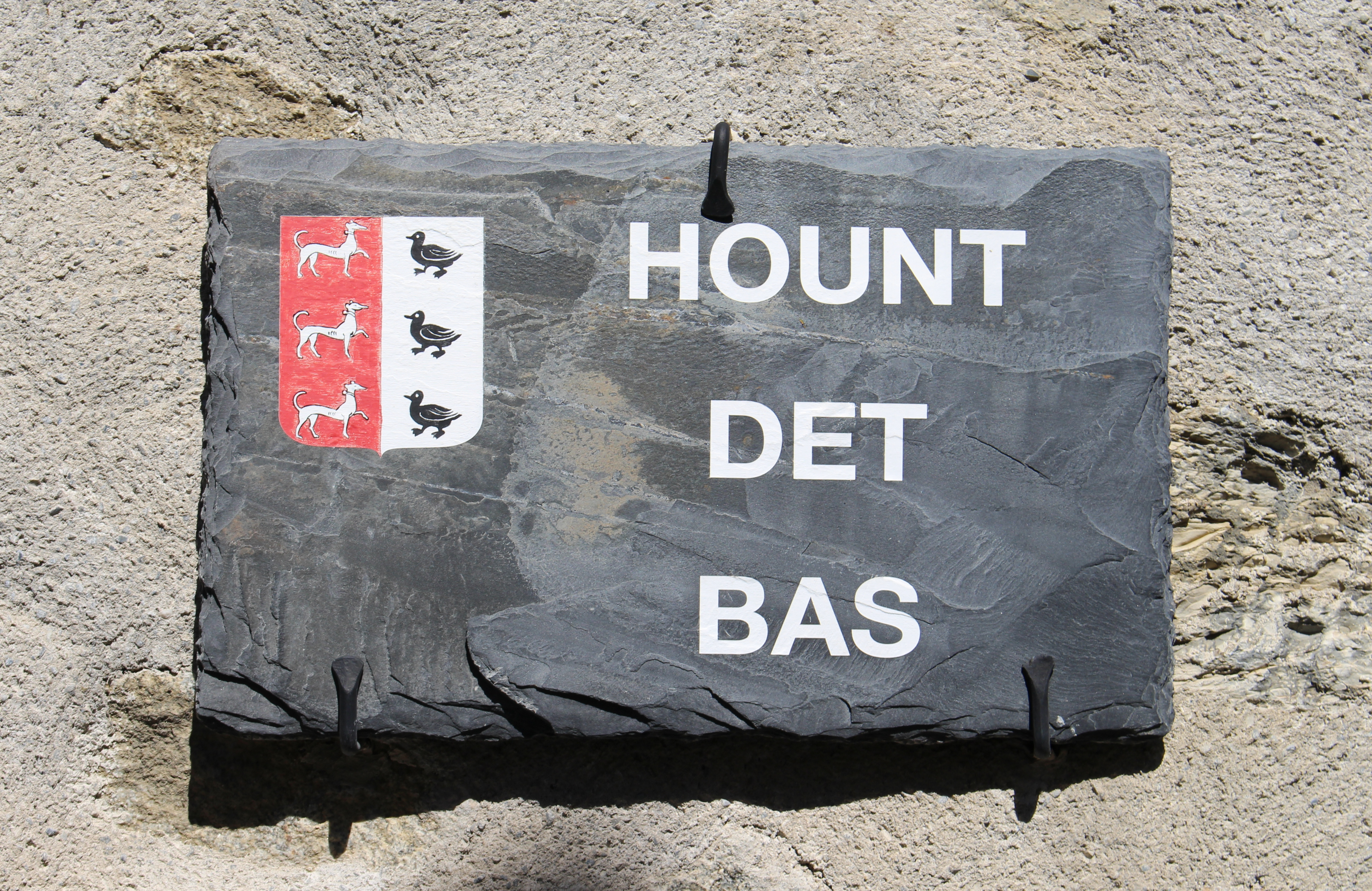
Straßenschild

## Geschichte
Die Gemeinde war Sitz einer Grundherrschaft mit einer Burg, die heute verschwunden ist und deren Ruinen noch bis zum Ende des 19. Jahrhunderts existierten. Die Familie Gontaut-Biron besaßen die Grundherrschaft im 18. Jahrhundert und veräußerten diese für 1500 Livre an die Gemeinde im Jahre 1767. Das Dorf wurde durch Brände in den Jahren 1630 und 1732 zerstört.

## Toponymie
Der okzitanische Name der Gemeinde heißt Badús. Der Name mit Zusätzen wie Bazus-Aure oder Bazus-Neste hat sich nicht eingebürgert. Sein Ursprung ist unklar. Er könnte von einem Eigennamen, beispielsweise Badusius oder Badius, stammen zusammen mit einem aquitanischen Suffix.
Ein Spitzname der Gemeinde lautet Eths canards (deutsch die Enten), ein anderer Eths pè-descaucis de Badús (deutsch die Habenichtse von Bazus = französisch les va-pieds-nus). Dies ist ein Hinweis darauf, dass die Bewohner oft Arbeiten am Fluss durchführten, wie beispielsweise beim Bau von Wehren. Dabei führten sie diese barfuß aus (französisch pieds-nus).
Toponyme und Erwähnungen von Bazus-Aure waren:
- Ar. Gassie de Basus, Ar. Gassie de Bazuz und Arn. Gassia de Basus (gegen 1180, Kopialbuch der Grafschaft Bigorre),
- de Basucio (1387, Kirchenregister des Comminges),
- Bazus, (1750, 1790, 1793 und 1801, Karte von Cassini, Département 1, Notice Communale bzw. Bulletin des lois),
- Bazus d’Aure, (1806, Laboulinière).[4][5][6]

## Einwohnerentwicklung
Nach Beginn der Aufzeichnungen stieg die Einwohnerzahl bis zur Mitte des 19. Jahrhunderts auf einen Höchststand von rund 280. In der Folgezeit sank die Größe der Gemeinde bei kurzen Erholungsphasen bis zu den 1970er Jahren auf rund 100 Einwohner, bevor eine Wachstumsphase einsetzte, die jedoch in jüngster Zeit wieder stagniert.
| Jahr      | 1962 | 1968 | 1975 | 1982 | 1990 | 1999 | 2006 | 2011 | 2022 |
| --------- | ---- | ---- | ---- | ---- | ---- | ---- | ---- | ---- | ---- |
| Einwohner | 118  | 122  | 101  | 112  | 112  | 118  | 130  | 135  | 144  |

## Sehenswürdigkeiten

### Pfarrkirche Saint-Michel
Die Gemeinde war Zweiggemeinde von Guchen. In der zweiten Hälfte des 16. Jahrhunderts wurde die Kirche unter Beibehaltung von Elementen des ursprünglichen romanischen Baus aus dem 12. Jahrhundert neu gebaut, insbesondere des südlichen Eingangsportals, das heute zugemauert ist, und einiger Konsolen. Das westlich gelegene Eingangsportal des Glockenturms datiert aus dem Jahr 1834.
Die Kirche besitzt ein Haupt- und ein nördliches Seitenschiff, die mit Kreuzrippengewölben ausgestattet sind. Das Langhaus ist mit einer polygonalen Apsis abgeschlossen. Der Chor ist einem sechsteiligen Kreuzrippengewölbe mit einem Schlussstein ausgestattet, der mit drei Lilien verziert ist. Das Kreuzrippengewölbe der drei Jochen des Hauptschiffs sind vierteilig mit modellierten Schlusssteinen, von denen das mittlere mit Wappen der Seigneurs zur Zeit der Errichtung der Kirche verschönert ist. Die beiden anderen sind mit einem Sonnensymbol und einem Fleuron verziert. Der westlich gelegene Glockenturm über der Vorhalle ist mit einem polygonalen Helm mit hochgezogenen Dachtraufen gedeckt.
Das Christusmonogramm auf dem Tympanon des romanischen Eingangsportals ist mit dem Hammer bearbeitet. Drei romanische Konsolen sind auf dem südlichen Stützpfeiler des Glockenturms wiederverwendet worden. Sie zeigen eine Schriftrolle, eine Diamantbosse und einen menschlichen Kopf.
Die Kirche ist seit dem 26. Januar 2004 als Monument historique eingeschrieben.
Unter den zahlreichen Ausstattungsgegenständen, die durch das französische Kultusministerium gelistet sind, sind folgende als Monument historique klassifiziert oder eingeschrieben:
- ein Kelch und eine Patene aus Silber aus dem Ende des 17. Jahrhunderts, Werk des Goldschmieds Bertrand Lacère (1627–1701) aus Toulouse,
- ein Kelch aus Silber aus dem Jahr 1772, ein Werk der Goldschmiede Salviet Rey und Joseph Germa,
- eine Statue aus bemaltem und vergoldetem Holz aus dem 17. Jahrhundert mit der Darstellung des Schutzpatrons der Kirche, des Erzengels Michael,
- eine Statue aus polychromen Holz aus dem frühen 14. Jahrhundert mit der Darstellung Marias und dem Jesuskind,
- ein Statuenreliquiar des Franz von Paola aus bemaltem Holz aus dem 17. Jahrhundert,
- eine Skulptur aus bemaltem und vergoldetem Holz aus dem 16. oder 17. Jahrhundert mit der Darstellung der Pietà,
- eine Statue aus bemaltem und vergoldetem Holz aus dem 16. Jahrhundert mit der Darstellung Marias, die ein Element eines Calvaires gewesen sein könnte,
- ein Pluviale aus dem 19. Jahrhundert mit silbernen und goldenen Fäden bestickt und
- ein Vortragekreuz aus dem 16. Jahrhundert.[10]

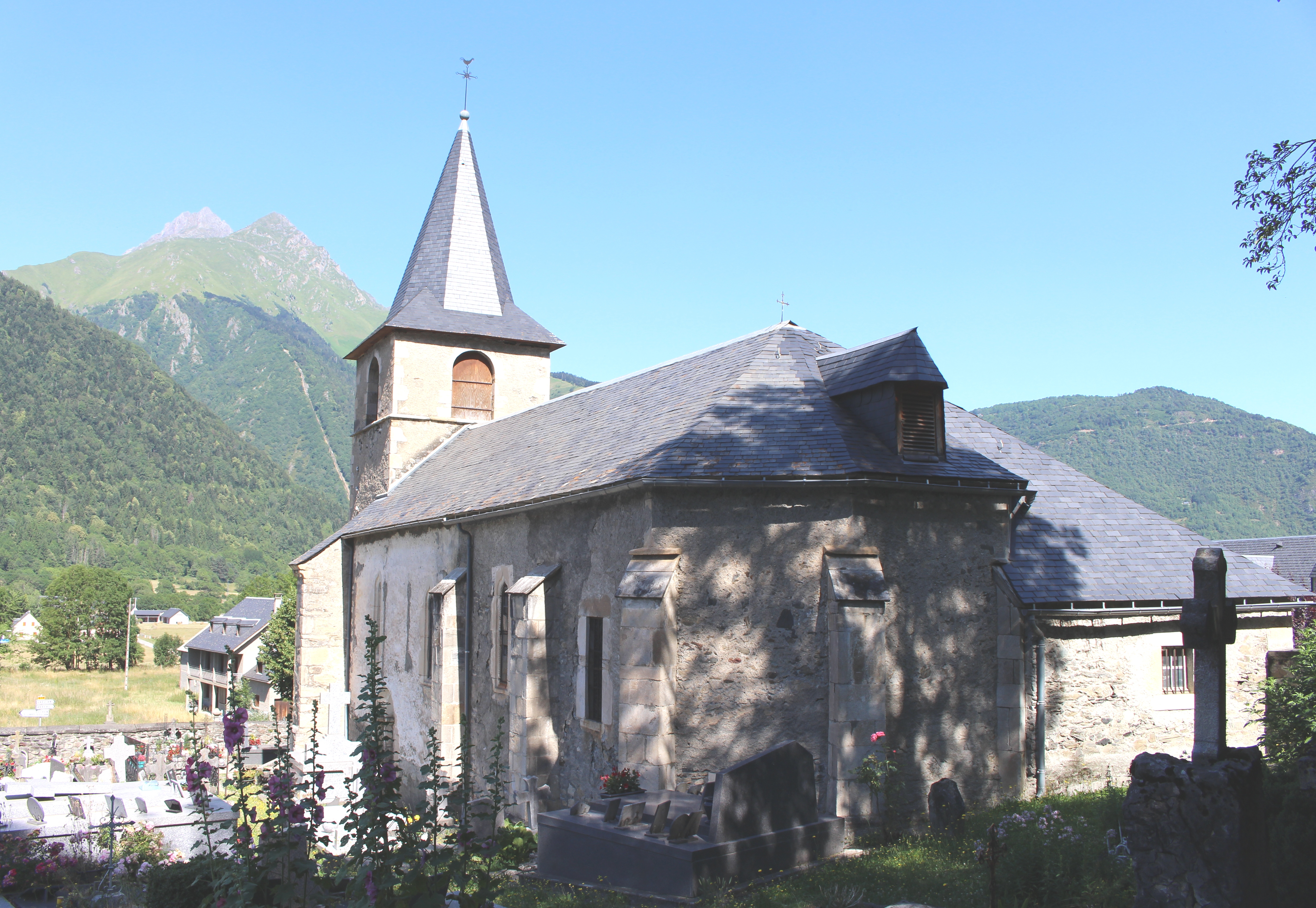
Pfarrkirche Saint-Michel
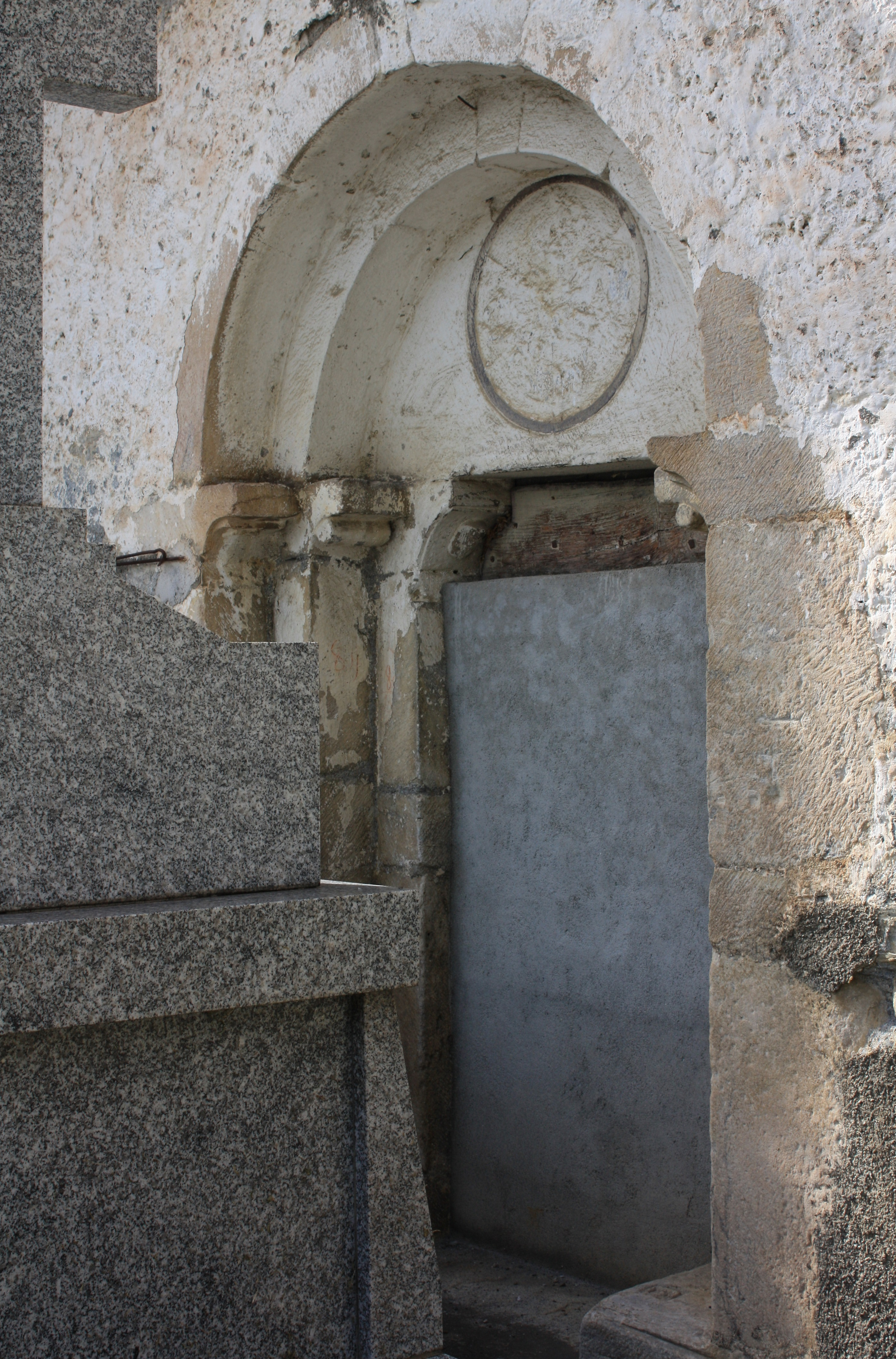
Romanisches Eingangsportal
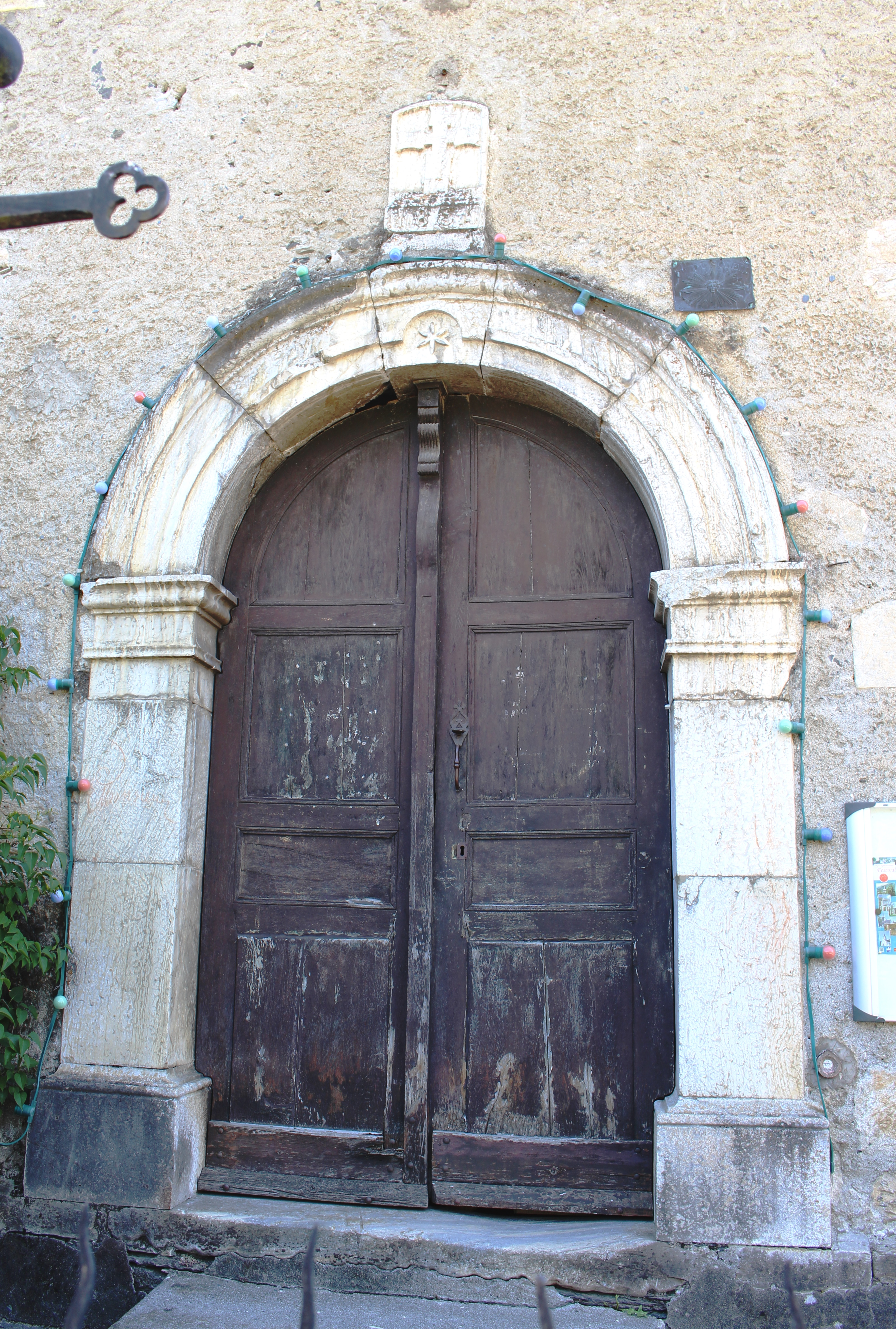
Neues Eingangsportal

## Wirtschaft und Infrastruktur

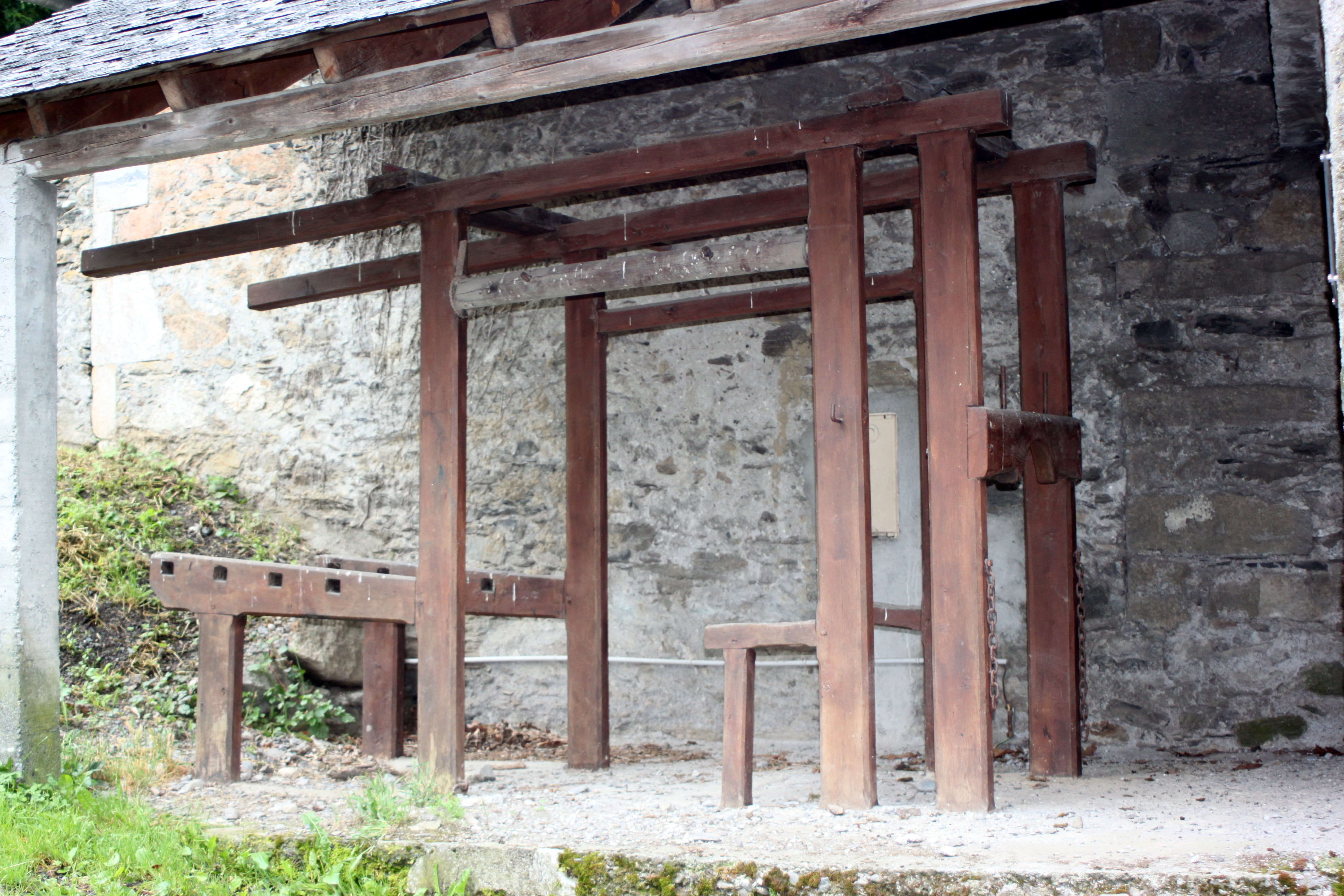
Klauenstand

Bazus-Aure liegt in den Zonen AOC der Schweinerasse Porc noir de Bigorre und des Schinkens Jambon noir de Bigorre.

### Verkehr
Bazus-Aure ist erreichbar über die Route départementale 19, 25, 115 und 929, die ehemalige Route nationale 129.
Außerdem ist die Gemeinde über eine Linie des Busnetzes Lignes intermodales d’Occitanie von Lannemezan nach Saint-Lary-Soulan mit anderen Gemeinden des Départements verbunden.